# Шило, Сергей Иванович

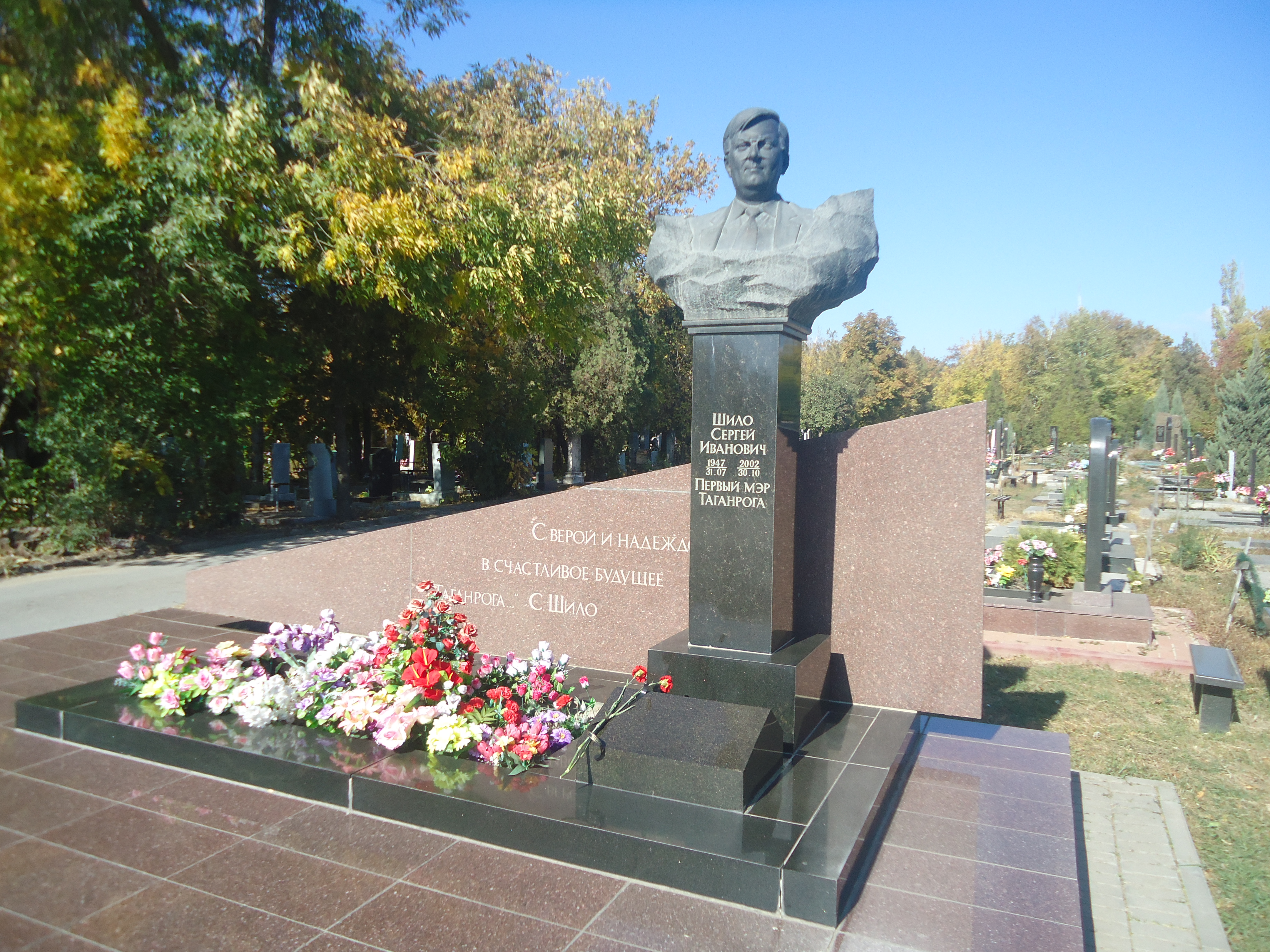

Сергей Иванович Шило (31 июля 1947, Москва, РСФСР, СССР— 30 октября 2002, Таганрог, Ростовская область, Россия) — глава Администрации г. Таганрога с 1996 по 2002 год, полковник запаса.

## Биография
Сергей Шило родился 31 июля 1947 года в Москве.
Семья Шило переехала в Макеевку в 1961 году в связи с демобилизацией отца. Там же Сергей Шило стал учеником слесаря, затем инструментальщиком 4 разряда на шахте «Ясиновская». Среднее образование получал одновременно с работой в вечерней школе, окончив её в 1965 году с серебряной медалью.
По окончании школы поступил на дневное отделение Таганрогского радиотехнического института. В 1971 году окончил институт с красным дипломом и остался работать на кафедре радиотехнической электроники. В дальнейшем работал на таганрогском заводе «Виброприбор» инженером, а с 1973 по 1984 год находился на выборной комсомольской и партийной работе.
Следующие пять лет был председателем исполкома Октябрьского района города[какого?].
Находясь на партийной работе, в 1987 году Шило с отличием окончил Ростовскую межрегиональную высшую партийную школу. Но в 1989 году территориальное деление города на районы было упразднено, и Сергей Шило стал заместителем генерального директора НПО «Парус».
Весной 1990 года он вернулся в политику — избирался депутатом городского Совета народных депутатов, а осенью того же года возглавил горисполком. Во время путча ГКЧП в августе 1991 года Шило не подчинился Ростовскому областному совету, который выступил в поддержку путчистов. Таганрог, наравне с Санкт-Петербургом, оказался первым городом России, открыто выступившим против ГКЧП.
С января 1992 года до самой смерти являлся руководителем города, меняя лишь названия должностей: глава Администрации, затем мэр и глава Администрации (совмещал должности по решению городской Думы).
Имеет более 50 научных трудов. Был женат, имел сына, дочь и двух внучек.

## Смерть
30 октября 2002 года вечером на Сергея Шило было совершено покушение. Примерно в 20:10, выходя из машины у подъезда дома, где жил Сергей Шило, мэр и его водитель были обстреляны из газового пистолета, переделанного под боевой с глушителем.
Услышав хлопки, житель первого этажа дома номер 51 по улице Гарибальди вместе с соседом вышел на улицу, где и обнаружил раненных мэра и водителя. Мэр получил два огнестрельных ранения в спину, его водитель три ранения. Оба были срочно доставлены в больницу. Около 22:30 мэр скончался от полученных ранений. Его водитель Иван Кислица перенёс тяжелую операцию, однако скончался неделю спустя в больнице Ростова-на-Дону.
На месте преступления были обнаружены гильзы калибра 5,6 мм, а в нескольких метрах от него и само оружие.
Уже на следующий день всем постам милиции был передан фоторобот убийцы: мужчина примерно 25 лет, ростом 170—175 см.
Сергей Шило был похоронен в Таганроге на «Аллее Славы» Николаевского кладбища.

## Расследование убийства
На октябрь 2012 года убийца Сергея Шило не был установлен. Уголовное дело находилось в следственном управлении следственного комитета РФ по Ростовской области. Несмотря на приостановку следственным управлением СК РФ по РО расследования уголовного дела, работа по нему продолжалась.
На октябрь 2014 года убийца не был найден. Основной версией произошедшего оставалась профессиональная деятельность Сергея Шило. Его убийство связывали с бурным переделом собственности в крупном портовом и промышленном Таганроге.

## Занимаемые должности
Кроме вышеперечисленных должностей, являлся также:
- Главой кафедры государственного и муниципального управления ТРТУ (с 1996 г., по совместительству);
- Сопредседателем Российского национального комитета по Черноморскому экономическому сотрудничеству (с 1996 г.);
- Президентом Международного Черноморского клуба;
- Академиком Российской Академии Гуманитарных наук (2000 г.);
- Академиком Российской Муниципальной Академии (2000 г.);

## Научная деятельность
1999 год
- присвоена квалификация «преподаватель социологии»;
- присвоена степень кандидата социологических наук (защищена диссертация по проблемам местного самоуправления).